# Agustín Ross
Agustín Iván Ross Edwards (La Serena, 5 de febrero de 1844 - Viña del Mar, 20 de octubre de 1926) fue un banquero, diplomático y político chileno.

## Primeros años de vida
Hijo de David Ross Gillespie y Carmen Edwards Ossandón. Realizó sus estudios en el Colegio de Carlos Black y de Simon Kerr, en la ciudad de La Serena. Luego emigró a Escocia, donde estudió en el Queen Street Institution entre 1856 y 1860. Fue hermano de Juana Ross Edwards.

### Matrimonio e hijos
Se casó con Susana De Ferari Goñi y tuvieron ocho hijos: Elena, Ema, Luis, Arturo, Juana, Esther, María Susana y Ernesto.

## Vida pública
Se desempeñó como banquero y diplomático. Participó en los negocios de la casa bancaria de la familia Edwards. Tuvo una destacada actividad política, sobresaliendo su actuación en la Guerra Civil de 1891, como agente confidencial en Londres de la Junta de Gobierno de Iquique. Fue nombrado ministro plenipotenciario en Gran Bretaña por el gobierno de Jorge Montt en febrero de 1892.
Fue militante del Partido Nacional y del Partido Liberal.
Fue senador por Santiago, para el periodo 1892-1894, asumiendo el 13 de agosto de 1893, y por la provincia de Coquimbo, por el periodo 1897-1903. Integró la Comisión Permanente de Hacienda e Industrias.
Fue un sobresaliente representante del pensamiento liberal librecambista, acérrimo partidario del patrón oro y enemigo de las emisiones de papel moneda del Estado. Publicó varias obras sobre cuestiones financieras y bancarias, tema en que era un experto de nivel internacional. Agustín Ross desde diferentes tribunas defendió la conversión metálica, es decir volver al régimen de convertibilidad del papel moneda en oro y plata, para de esta forma mantener el valor del peso frente a las monedas extranjeras y evitar la inflación. En este sentido era contrario a la intervención del Estado en la economía, a través de las emisiones fiscales para autofinanciarse. Asimismo, adhirió a la tesis de Roberto Espinoza de que la desvalorización de la moneda era estimulada por una clase terrateniente fuertemente endeudada y con gran influencia en el gobierno y el parlamento.

## Pichilemu
Ross compró tierras en Pichilemu alrededor de 1890. En San Fernando, en septiembre de 1885, compró una propiedad a Francisco Esteban Torrealba Maturana, en un sitio ubicado en la playa de Pichilemu. Construyó el Hotel Ross con un diseño de estilo europeo, asignando a Evaristo Merino como su administrador. Promovió a Pichilemu en ciudades como Santiago de Chile. Posteriormente construyó el Casino Ross y el Parque Ross. Utilizaron materiales como las piedras de Italia, el pino Oregón de los Estados Unidos y el cemento Portland. Su sucesión donó a Pichilemu sus bosques, terrazas, parque, escaleras, etc., con la intención de que todo fuera atendido dignamente. El cronista chileno lo cita:

El Señor Agustín Ross arroja su dinero en Pichilemu, [un lugar] que pronto se convertirá en un puerto completo, al igual que en la actualidad, el chileno de Biarritz.

- Cita del libro de José Arraño Acevedo, Hombres y Cosas de Pichilemu (2003).

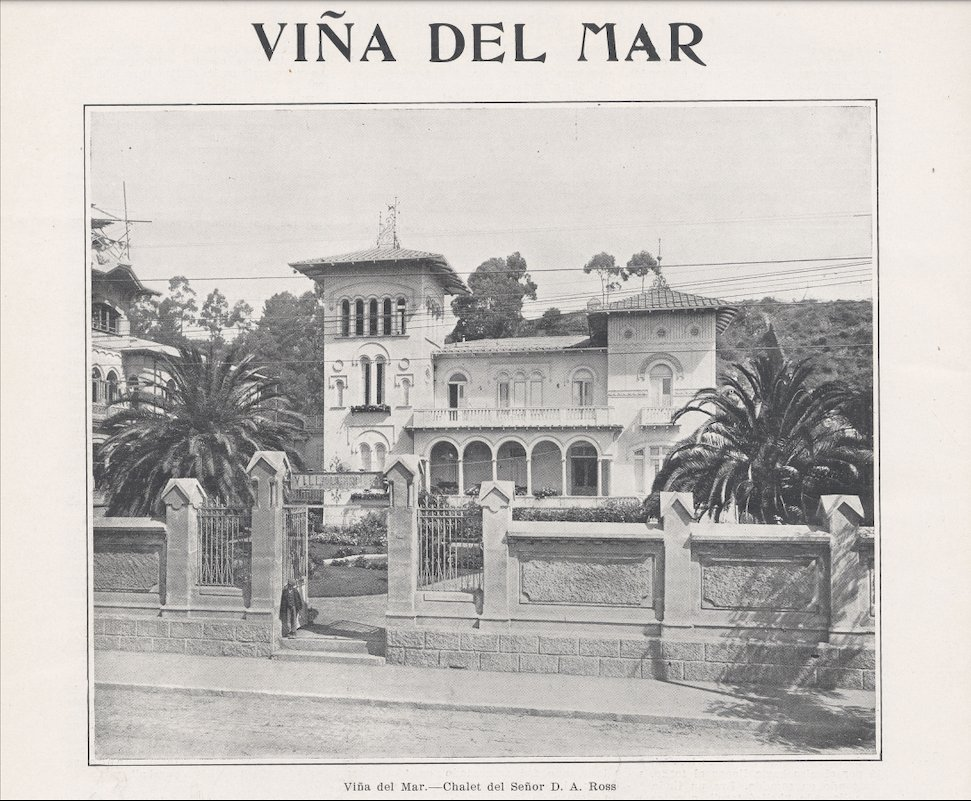
Vila Cornelia, casa de Agustín Ross en Viña del Mar.
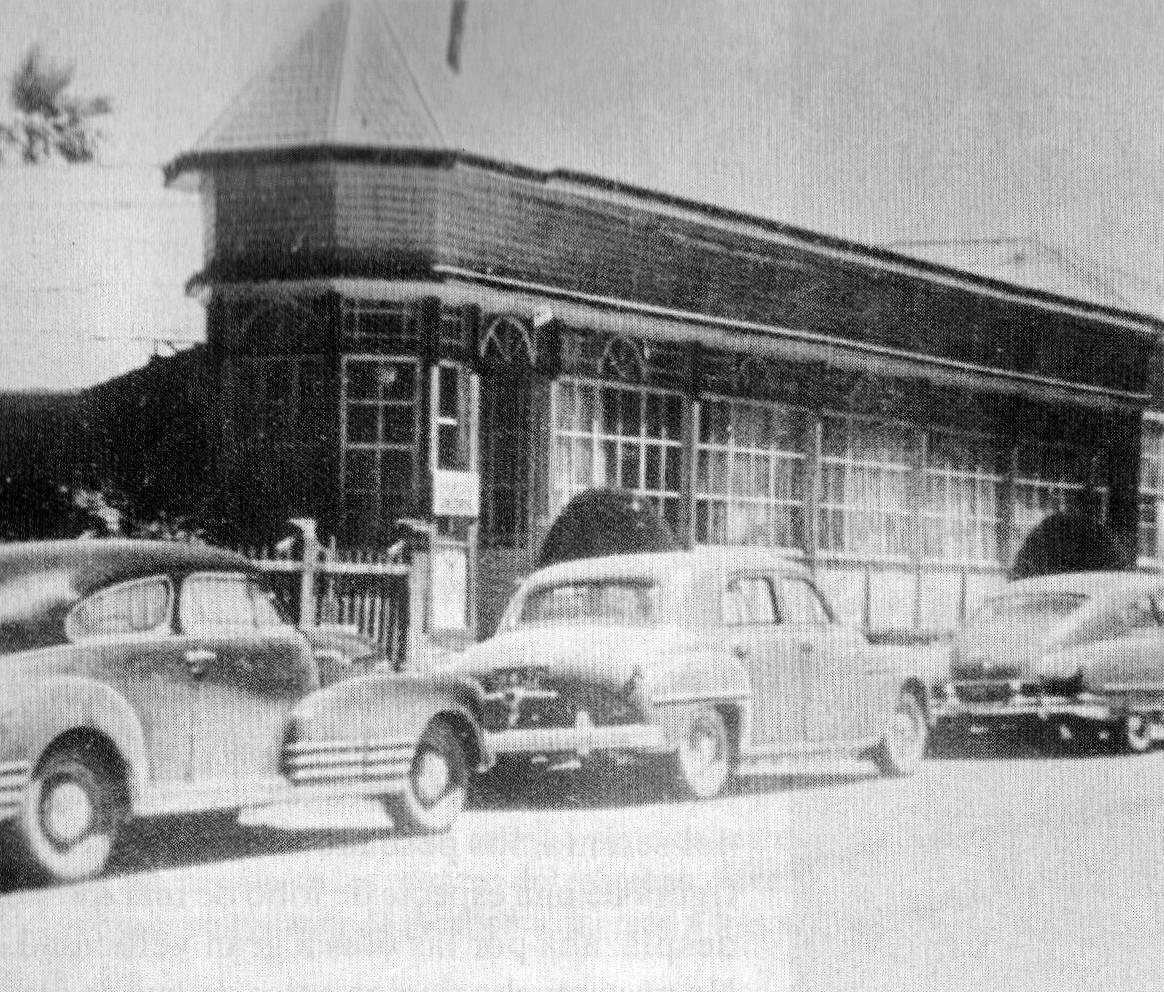
Hotel Ross en Pichilemu.